# Дозування з модифікованим вивільненням
Дозування з модифікованим вивільненням — це механізм, який (на відміну від дозування з негайним вивільненням) доставляє ліки із затримкою після його введення (дозування з відтермінованим вивільненням) або впродовж тривалого часу (дозування пролонгованого вивільнення (ER, XR, XL)) або до певної мішені в організмі (дозування цільового вивільнення).
Лікарські форми з уповільненим вивільненням — це лікарські форми, призначені для вивільнення (звільнення) лікарської речовини із заздалегідь визначеною швидкістю, щоб підтримувати постійну концентрацію лікарської речовини впродовж певного часу з мінімальними побічними ефектами. Цього можна досягти за допомогою різних композицій, включно з ліпосомами та кон'югатами лікарського засобу з полімером (прикладом є гідрогелі). Визначення тривалого вивільнення більше схоже на «контрольоване вивільнення», а не на «тривалий».
Дозування пролонгованого вивільнення складається з уповільненого вивільнення (УВ, SR) або дозування з контрольованим вивільненням (КВ, CR). УВ підтримує вивільнення ліків упродовж тривалого періоду, але не з постійною швидкістю. КВ підтримує вивільнення ліків упродовж тривалого періоду з майже постійною швидкістю.
Іноді ці та інші терміни розглядаються як синоніми, але насправді Управління з контролю за якістю харчових продуктів і медикаментів США визначило більшість із них як різні поняття. Іноді використовується термін «депо-таблетка» за аналогією з терміном для ін'єкційної форми препарату, який повільно вивільняється з часом, але цей термін не є медичним або фармацевтичним стандартом при пероральному застосуванні.
Дозування з модифікованим вивільненням та його варіанти — це механізми, які використовуються в таблетках (пігулках) і капсулах для розчинення ліків з часом, щоб повільніше та стабільніше вивільнятися в кров, але мають перевагу в тому, що їх вживають менш часто, ніж негайно вивільнення (НВ, IR) форми того самого препарату. Наприклад, пероральний морфін із пролонгованим вивільненням може дозволити певним пацієнтам із хронічним болем приймати лише 1 – 2 таблетки на день замість повторної дози кожні 4 – 6 годин, як це типово для таблеток морфіну стандартного вивільнення.
Найчастіше це стосується залежності від часу вивільнення в пероральних формах. Тимчасове вивільнення має кілька різних варіантів, таких як уповільнене вивільнення (SR), коли передбачається подовжене вивільнення, імпульсне вивільнення, відтерміноване вивільнення (наприклад, для націлювання на різні регіони шлунково-кишкового тракту) тощо. Відмінністю контрольованого вивільнення є те, що воно не лише подовжує дію, але й намагається підтримувати рівні препарату в межах терапевтичного вікна, щоб уникнути потенційно небезпечних піків концентрації препарату після проковтування або ін'єкції та максимізувати терапевтичну ефективність.
Окрім таблеток, цей механізм також може застосовуватися до капсул та ін'єкційних носіїв ліків (які часто мають додаткову функцію вивільнення), форм лікарських засобів із контрольованим вивільненням включають гелі, імплантати та пристрої (наприклад, вагінальне кільце та контрацептивний імплантат) і трансдермальні пластирі.
Приклади для косметики, певних засобів особистої гігієни та харчів, наукові дослідження часто зосереджуються на виділенні запаху чи смаку.
Наукова та промислова спільнота, що займається технологією вивільнення, представлена Товариством контрольованого вивільнення (ТКВ, Controlled Release Society (CRS)) — це всесвітнє товариство з надання науки та технологій. ТКВ обслуговує понад 1600 членів із понад 50 країн. Дві третини членів ТКВ є представниками промисловості, а одна третина — науковими колами та урядом. ТКВ є філією наукових журналів Journal of Controlled Release and Drug Delivery and Translational Research.

## Перелік скорочень
Немає галузевого стандарту для цих абревіатур, і плутанина та неправильне читання іноді спричиняли помилки при призначенні. Необхідне розбірливе написання таких призначень. Для деяких препаратів із декількома формами бажано вказувати значення в дужках.
| Абревіатура | Значення                              | Примітки                                           |
| ----------- | ------------------------------------- | -------------------------------------------------- |
| CD          | Контрольоване доставляння             |                                                    |
| CR          | Контрольоване вивільнення             |                                                    |
| CC          | Тривалий контроль, постійний контроль |                                                    |
| DR          | Відкладений випуск                    |                                                    |
| ER          | Розширене вивільнення                 |                                                    |
| ІК          | Негайне вивільнення                   |                                                    |
| ID          | Початкове депо                        |                                                    |
| LA          | Тривала дія                           |                                                    |
| LAR         | Вивільнення тривалої дії              |                                                    |
| MR          | Модифіковане вивільнення              |                                                    |
| PR          | Пролонговане вивільнення              |                                                    |
| SA          | Тривала дія                           | Неоднозначне, іноді може означати короткочасну дію |
| SR          | Тривале вивільнення                   |                                                    |
| TR          | Час вивільнення                       |                                                    |
| XL          | Наддовге                              |                                                    |
| XR          | Розширене/додаткове вивільнення       |                                                    |
| XT          | Розширений/додатковий час             |                                                    |
| LS          | Менша/Нижча сила                      |                                                    |
| DS          | Подвійна сила                         |                                                    |
| DA          | Подвійна дія                          |                                                    |
| ES          | Додаткова сила                        |                                                    |
| XS          | Додаткова сила                        |                                                    |

Кілька інших абревіатур подібні до цих (у тому, що вони можуть служити суфіксами), але стосуються дози, а не швидкості вивільнення. Вони включають ES і XS (Додаткова сила).

## Методи
Нині більшість препаратів із тимчасовим вивільненням розроблено таким чином, що активний інгредієнт вбудовано в матрицю нерозчинних речовин (різних: деякі акрили, навіть хітин; ці речовини часто запатентовані), так що розчинний препарат повинен знайти вихід через «отвори».
У деяких композиціях SR лікарський засіб розчиняється в матриці, і матриця фізично набухає, утворюючи гель, що дозволяє лікарському засобу виходити через зовнішню поверхню гелю.
Мікроінкапсуляція також розглядається як більш повна технологія для отримання складних профілів розчинення. Завдяки нанесенню активного фармацевтичного інгредієнта на інертну серцевину та шаруванню його нерозчинними речовинами з утворенням мікросфери можна отримати більш послідовні та відтворювані швидкості розчинення у зручному форматі, який можна змішувати та поєднувати з іншими фармацевтичними інгредієнтами швидкого вивільнення у будь-які дві частини желатинової капсули.
Існують певні міркування щодо формування складу з уповільненим вивільненням:
- Якщо фармакологічна активність активної сполуки не пов'язана з її рівнями в крові, тимчасове вивільнення не має цілі, за винятком деяких випадків, таких як бупропіон, для зменшення можливих побічних ефектів.
- Якщо поглинання активної сполуки передбачає активний транспорт, розробка продукту з уповільненим вивільненням може бути проблематичною.

Біологічний період напіврозпаду препарату відноситься до елімінації препарату з кровотоку, що може бути спричинено метаболізмом, сечею та іншими формами виведення. Якщо активна речовина має тривалий період напіврозпаду (понад 6 годин), вона підтримує концентрацію самостійно. Якщо активна сполука має короткий період напіврозпаду, для підтримки тривалої ефективної дози знадобиться велика кількість препарату. У цьому випадку потрібне широке терапевтичне вікно, щоб уникнути токсичності; інакше ризик є невиправданим, і буде рекомендований інший спосіб введення. Відповідний період напіввиведення, який використовується для застосування тривалих методів, зазвичай становить 3–4 години, а доза препарату, яка перевищує 0,5 грама, є занадто високою.
Терапевтичний індекс також впливає на те, чи можна використовувати лікарський засіб як препарат із тимчасовим вивільненням. Ліки з тонким терапевтичним діапазоном або малим терапевтичним індексом буде визнано непридатним для механізму пролонгованого вивільнення через частковий страх скидання дози, що може виявитися фатальним за згаданих умов. Для препарату, створеного для вивільнення з часом, мета полягає в тому, щоб залишатися в межах терапевтичного діапазону стільки, скільки потрібно.
Існує багато різних методів, які використовуються для отримання тривалого вивільнення.

### Дифузійні системи
Швидкість вивільнення дифузійних систем залежить від швидкості, з якою лікарський засіб розчиняється через бар'єр, яким зазвичай є певний тип полімеру. Дифузійні системи можна розділити на дві підкатегорії: резервуарні пристрої та матричні пристрої.
- Резервуарні пристрої покривають лікарський засіб полімерами, і для того, щоб резервуарні пристрої мали ефект уповільненого вивільнення, полімер не повинен розчинятися і дозволяти лікарському засобу вивільнятися шляхом дифузії.[3] Швидкість резервуарних пристроїв можна змінити, змінивши полімер, і можна зробити випуск нульового порядку; однак препарати з більшою молекулярною масою важко дифундують через мембрану.[7][8]
- Матричні пристрої утворюють матрицю (ліки, змішані з гелеутворювальним агентом)[9], де лікарський засіб розчиняється/диспергується[8]. Препарат зазвичай диспергується в полімері, а потім вивільняється шляхом дифузії. Однак, щоб зробити лікарський засіб SR у цьому пристрої, швидкість розчинення лікарського засобу всередині матриці повинна бути вищою, ніж швидкість, з якою він вивільняється. Матричний пристрій не може досягти вивільнення нульового порядку, але можна використовувати молекули з більшою молекулярною масою[7]. Пристрій з дифузійною матрицею також легше виготовляти та захищати від змін у шлунково-кишковому тракті, але такі фактори, як їжа, можуть впливати на швидкість вивільнення.[6]

### Системи розчинення
Системи розчинення повинні повільно розчиняти систему, щоб лікарський засіб мав властивості тривалого вивільнення, чого можна досягти використанням відповідних солей та/або похідних, а також покриттям лікарського засобу розчинним матеріалом. Використовується для лікарських сполук з високою розчинністю у воді. Коли ліки покриваються шаром, який повільно розчиняється, він з часом вивільнить ліки. Замість дифузії, вивільнення препарату залежить від розчинності та товщини покриття. Через цей механізм розчинення буде фактором, що обмежує швидкість вивільнення ліків. Системи розчинення можна розділити на підкатегорії, які називаються резервуарними пристроями та матричними пристроями.
- Резервуар покриває препарат відповідним матеріалом, який повільно розчиняється. Його також можна використовувати для введення кульок у вигляді групи різної товщини, завдяки чому вивільнення препарату відбувається багаторазово, створюючи SR.
- Матричний пристрій містить лікарський засіб у матриці, і матриця розчиняється замість покриття. Він може поставлятися як у вигляді сфер, просочених лікарськими засобами, так і у вигляді таблеток, просочених лікарськими засобами[6].

### Осмотичні системи

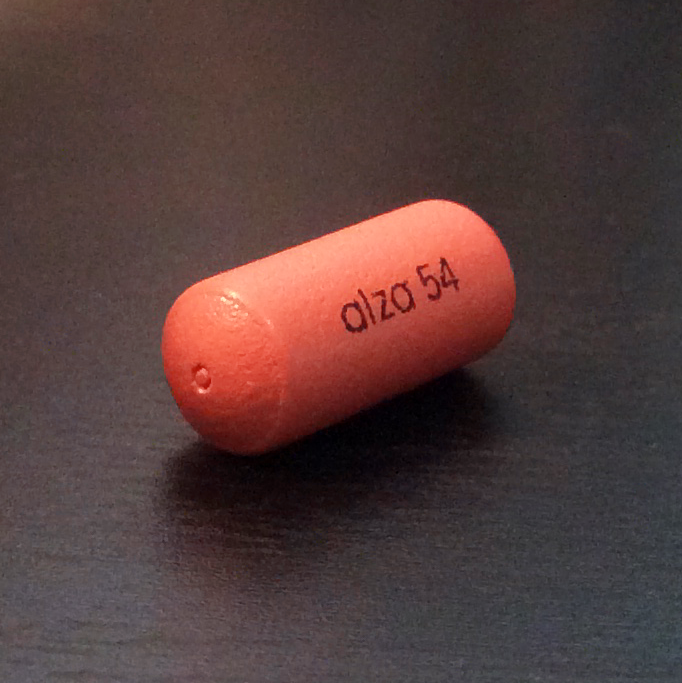
Таблетка Concerta 54 мг, яка використовує технологію OROS.

Осмотичні оральні системи доставляння з контрольованим вивільненням (ООСД, OROS) мають форму жорсткої таблетки з напівпроникною зовнішньою мембраною та одним або декількома маленькими лазерними отворами в ній. Коли таблетка проходить крізь організм, вода поглинається через напівпроникну мембрану за допомогою осмосу, і результувальний осмотичний тиск використовується для проштовхування активного препарату через отвір(и) у таблетці. OROS — це торгова марка, що належить корпорації ALZA, яка стала піонером у використанні осмотичних помп для перорального доставляння ліків.
Системи осмотичного вивільнення мають низку важливих переваг перед іншими механізмами контрольованого вивільнення. На них значно менше впливають такі фактори, як pH, споживання їжі, моторика шлунково-кишкового тракту та різне середовище кишківника. Використання осмотичної помпи для доставляння ліків має додаткові невід'ємні переваги щодо контролю швидкості доставляння ліків. Це дозволяє значно точніше вводити ліки впродовж тривалого періоду часу, що призводить до набагато більш передбачуваної фармакокінетики. Проте, системи осмотичного вивільнення є відносно складними, дещо складними у виготовленні, і вони можуть викликати подразнення або навіть блокування шлунково-кишкового тракту через тривале вивільнення подразнювальних препаратів із таблетки що не деформується.

### Іонообмінна смола
(Ion-exchange resin)
У іонообмінному методі смоли являють собою зшиті нерозчинні у воді полімери, які містять функціональні групи, здатні до іонізації, які утворюють повторюваний малюнок полімерів, створюючи полімерний ланцюг. Препарат прикріплюється до смоли і вивільняється, коли відбувається відповідна взаємодія іонів та іонообмінних груп. Площа та довжина вивільнення лікарського засобу та кількість полімерів поперечного зшивання визначають швидкість, з якою вивільняється лікарський засіб, визначаючи ефект SR.

### Плавальні системи
Плавальна система — це система, в якій вона плаває на шлунковій рідині через низьку щільність. Щільність шлункової рідини становить приблизно 1 г/мл; таким чином, препарат/таблетка, що вводиться, повинна мати меншу щільність. Плавальність дозволить системі спливти до верхньої частини шлунка та вивільнятися з меншою швидкістю, не турбуючись про його виведення. Ця система вимагає достатньої кількості рідини в шлунку, а також їжі. Багато типів форм ліків використовують цей метод, наприклад порошки, капсули та таблетки.

### Біоадгезивні системи
Біоадгезивні системи, загалом, призначені для прилипання до слизу і можуть бути сприятливими для взаємодії в порожнині рота через високий рівень слизу в цій ділянці, але не так просто для інших ділянок. До препарату можна додати магнітні матеріали, щоб інший магніт міг утримувати його ззовні тіла, щоб допомогти утримувати систему на місці. Однак пацієнти не дуже погоджуються з цією системою.

### Матричні системи
Матрична система — це суміш матеріалів із препаратом, яка спричиняє сповільнення дії препарату. Однак ця система має кілька підкатегорій: гідрофобні матриці, ліпідні матриці, гідрофільні матриці, біорозкладані матриці та мінеральні матриці.
- Гідрофобна матриця — це лікарський засіб, змішаний з гідрофобним полімером. Це спричиняє SR, тому що препарат після розчинення повинен вивільнятися через канали, створені гідрофільним полімером.
- Гідрофільна матриця повертатиметься до матриці, як обговорювалося раніше, де матриця є сумішшю ліків або ліків із гелеутворювальним агентом[3]. Цю систему дуже люблять через її вартість і широке нормативне визнання. Використовувані полімери можна розділити на категорії: похідні целюлози, нецелюлозні природні та полімери акрилової кислоти.[20]
- Для ліпідної матриці використовується віск або подібні матеріали. Вивільнення препарату відбувається через дифузію та ерозію воску, і він має тенденцію бути чутливим до травних рідин[3].
- Біорозкладані матриці складаються з нестабільних зв'язаних мономерів, які руйнуються біологічними сполуками, такими як ферменти та білки[3].
- Мінеральна матриця, яка загалом означає, що використовувані полімери отримані з морських водоростей[3].

### Стимули, що викликають вивільнення
Приклади стимулів, які можуть бути використані для звільнення: рН, ферменти, світло, магнітні поля, температура, ультразвук, осмос, сили клітинної тяги та електронний контроль MEMS і NEMS.
Сферичні гідрогелі мікророзміру (50-600 мкм діаметром) з 3-вимірним поперечно-зшитим полімером можна використовувати як носій ліків для контролю вивільнення ліків. Ці гідрогелі називають мікрогелями. Вони можуть володіти негативним зарядом, наприклад, DC-кульки[уточнити термін]. За допомогою іонообмінного механізму велика кількість протилежно заряджених амфіфільних препаратів може бути завантажена всередину цих мікрогелів. Тоді вивільнення цих ліків можна контролювати за допомогою певного провокаційного фактора, такого як pH, іонна сила або температура.

## Розщеплення таблетки

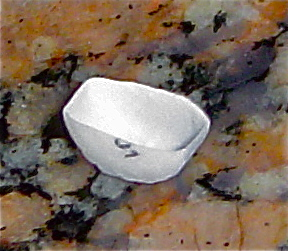
Порожня половина оболонки розділеного бупропіону XL 150 мг виробництва Anchen Pharmaceuticals, яку замочували у воді на ніч, а потім струшували.

Деякі форми з вивільненням у часі не працюють належним чином, якщо їх розділити, наприклад, покриття таблеток із контрольованим вивільненням, тоді як інші форми, такі як мікроінкапсуляція, все ще працюють, якщо мікрокапсули проковтнути цілими в середину.
Серед інформаційних технологій для здоров'я (ІТЗ, HIT), які використовують фармацевти, є засоби безпеки ліків, які допомагають впоратися з цією проблемою. Наприклад, ISMP «не розчавлювати» можна використовувати друкування попереджувальних наліпок на місці видачі та наклеювати їх на пляшечку з такими таблетками.
Фармацевтичні компанії, які не постачають низку версій половинної та четвертої дози таблеток, із вивільненням в часі, можуть ускладнити пацієнтам повільну відміну препаратів.

## Історія
Найперші ліки SR пов'язані з патентом 1938 року Ізраїля Ліповського, який покривав гранули, що призвело до покриття частинок. Наука про контрольоване вивільнення отримала подальший розвиток із більшою кількістю пероральних продуктів із уповільненим вивільненням наприкінці 1940-х і на початку 1950-х років, розробкою контрольованого вивільнення морських засобів проти забруднення у 1950-х роках, і добрив із контрольованим вивільненням у 1970-х роках, де тривале та контрольоване постачання поживних речовин було досягнуто після одноразового внесення в ґрунт. Доставляння зазвичай здійснюється шляхом розчинення, деградації або дезінтеграції ексципієнта, в якому міститься активна сполука. Кишковорозчинне покриття та інші технології інкапсуляції можуть додатково змінити профілі вивільнення.